# Janik Bastien-Charlebois
Janik Bastien-Charlebois est une professeure intersexe de sociologie et défenseure des droits des personnes intersexes.  Elle enseigne à l'Université du Québec à Montréal, ses sujets d'études concernent la démocratie culturelle, l'intersexuation, le féminisme, l'homophobie et la diversité sexuelle,,.

## Vie personnelle et activisme
Dans une entrevue avec la Gazette de Montréal et à Être pour elles, Bastien-Charlebois décrit les examens génitaux qui lui étaient imposé durant son enfance et la chirurgie de « normalisation » médicale de son corps à 17 ans, comme étant un processus de dépossession d'elle-même.   
Son militantisme commence lentement après sa rencontre avec Curtis Hinkle, fondateur de l'Organisation internationale des intersexes, à Montréal en 2005.  
En 2012 et 2013, elle participe aux deuxième et troisième forums intersexes internationaux,. Elle s'implique aussi directement au sein de l’Organisation internationale des intersexes.
En 2013, elle reçoit la Médaille de l'Assemblée nationale pour ses nombreuses contributions en tant que chercheure et bénévole communautaire,. 

## Carrière
Janik Bastien-Charlebois est professeure au Département de sociologie de l'Université du Québec à Montréal, où elle travaille au sein de groupes de recherche sur les «cultures du témoignage», l'homophobie et le processus d’émergence politique et culturelle des personnes intersexes.  
Elle a aussi travaillé avec l'Institut de recherche en études féministes (IREF) et la chaire DSPG. 
En 2014 et 2015, Bastien-Charlebois est chercheure invitée au Centre d'études transdisciplinaires sur le genre (Zentrum für transdisziplinäre Geschlechterstudien) de l'Université Humboldt de Berlin.
Son livre, La virilité en jeu : Perception de l'homosexualité masculine par les garçons adolescents, examine le caractère des comportements homophobes des garçons à travers des entretiens avec des adolescents. Bastien-Charlebois conteste les arguments axés sur la nature humaine et la formation de l'identité masculine, suggérant plutôt que l'hétérosexualité est socialement construite. 
Dans sa publication Sanctioned Sexualities: The Medical Treatment of Intersex Bodies and Voices, Bastien-Charlebois critique le traitement médical des voix intersexuées,
Bastien-Charlebois fait écho à l'international, elle a notamment été interviewée par la Montreal Gazette, Le Nouvelliste,  Le Devoir , Châtelaine, Noovo Info, Radio-Canada, Fugues et Être pour elle, dont elle a fait la couverture en avril 2012. En 2016, elle est parue dans le documentaire Ni fille, ni garçon diffusé sur les ondes de Télé-Québec.

## Publications

### Monographies
- Janik Bastien-Charlebois, La virilité en jeu : Perception de l'homosexualité masculine par les garçons adolescents, Montréal, Éditions du Septentrion, 2011, 280 p. (ISBN 978-2-89448-665-8, OCLC 768802991, BNF 42557819, LCCN 2011508361).

### Articles
- Bastien Charlebois, « Les sujets intersexes peuvent-ils (se) penser ?. Les empiétements de l'injustice épistémique sur le processus de subjectivation politique des personnes intersex(ué)es », Socio. La nouvelle revue des sciences sociales, no 9,‎ décembre 2017, p. 143–162 (ISSN 2266-3134, DOI 10.4000/socio.2945, lire en ligne)
- Bastien-Charlebois, « Femmes intersexes: Sujet politique extrême du féminisme (Intersex Women, Feminism's Extreme Political Subject) », Recherches féministes, vol. 27, no 1,‎ 2014, p. 237 (ISSN 0838-4479, DOI 10.7202/1025425ar, lire en ligne, consulté le 5 septembre 2016)
- Bastien-Charlebois, « Au-delà de la phobie de l'homo : quand le concept d'homophobie porte ombrage à la lutte contre l'hétérosexisme et l'hétéronormativité », Reflets: Revue d'intervention sociale et communautaire, vol. 17, no 1,‎ 2011, p. 112–149 (ISSN 1203-4576, DOI 10.7202/1005235ar, lire en ligne, consulté le 5 septembre 2016)

### Éditoriaux
- Bastien-Charlebois, « How medical discourse dehumanizes intersex people », Intersex Day, 24 octobre 2016 (consulté le 26 octobre 2016)
- Bastien-Charlebois, « De la lourdeur d'écrire un article universitaire sur les enjeux intersexes lorsqu'on est soi-même intersexe » [archive du 14 août 2017], Observatoire des transidentités, 2 septembre 2016 (consulté le 5 septembre 2016).
- Bastien-Charlebois, « Sanctioned sex/ualities: The medical treatment of intersex bodies and voices », International Lesbian, Gay, Bisexual, Trans and Intersex Association,‎ octobre 2015 (lire en ligne)
- Janik Bastien-Charlebois, « My coming out: The lingering intersex taboo », Montreal Gazette,‎ 9 août 2015 (lire en ligne)